# USS Tripoli (CVE-64)
USS Tripoli (CVE-64) – amerykański lotniskowiec eskortowy typu Casablanca służący w United States Navy w czasie i po II wojnie światowej.
Okręt był budowany na podstawie kontraktu (MC hull 1101) podpisanego z Maritime Commission w Vancouver w stanie Washington. Stępkę położono w stoczni Kaiser Shipbuilding Co. 1 lutego 1943 jako "Didrickson Bay" (ACV-64). Okręt został przemianowany na "Tripoli" 3 kwietnia 1943 i zwodowany 13 lipca 1943. Matką chrzestną była pani Leland D. Webb. Okręt wszedł do służby 31 października 1943 w Astoria (Oregon), pierwszym dowódcą został komandor Wendell G. Switzer.
Po wstępnym szkoleniu w okolicach wybrzeża Kalifornii lotniskowiec eskortowy wszedł do bazy remontowej w San Diego. Tam, 4 stycznia 1944, benzyna trafiła do wody w okolicach dziobu okrętu – po stronie prawej burty. Iskry z palników acetylenowych spowodowały wybuch i ogień szybko ogarnął dziób do 82 wręgi, ogarniając dziób i wyspę na śródokręciu. Załoga okrętu i stoczni podjęła walkę z ogniem, który szybko udało się opanować, ale dwoje ludzi zmarło.

## Służba na Atlantyku
Po naprawach "Tripoli" opuścił 31 stycznia San Diego i udał się przez Kanał Panamski na Atlantyk, gdzie wszedł w skład Floty Atlantyku. Do nowego portu macierzystego (Norfolk) dotarł 16 lutego. Zaokrętował 13 Mieszany Dywizjon (Composite Squadron 13) składający się z samolotów myśliwskich Wildcat i bombowych Avenger. Okręt wyszedł w morze 15 marca jako główny okręt Escort Carrier Task Group (TG) 21.15. Wspierany przez pięć niszczycieli eskortowych z 7 Dywizjonu Eskortowego (Escort Division (CortDiv) 7) patrolował obszar na zachód od Wysp Zielonego Przylądka (Cape Verde), starając się uniemożliwiać nabieranie przez U-Booty paliwa w tym rejonie.
Po zapewnieniu osłony lotniczej konwojowi zmierzającemu do Brytyjskich Indii Zachodnich Wildcaty i Avengery z lotniskowca przeszukiwały linie żeglugowe na północny zachód i południowy zachód od Cape Verde zanim okręt wszedł 5 kwietnia do Recife w Brazylii w celu uzupełnienia zapasów. Na morze powrócił dwa dni później i kontynuował operacje lotnicze, chroniąc alianckie linie żeglugowe przed zagrożeniem ze strony niemieckich okrętów podwodnych. 
Około godziny przed wschodem słońca 19 kwietnia, jeden z Avengerów lotniskowca uzyskał kontakt radarowy. Był to jeden z niemieckich U-Bootów płynący na powierzchni i oczekujący na spotkanie z jednym z niemieckich okrętów podwodnych typu XIV (zwanych mlecznymi krowami) bądź innego okrętu. U-513 na atak samolotu odpowiedział. Seria z rakiet w czasie przelotu obramowała okręt podczas jego przygotowań do zanurzenia. Drugi atak, tym razem bombami głębinowymi, nie powiódł się z powodu usterki technicznej (bomby nie zostały zrzucone), dając czas Niemcom na zanurzenie okrętu. U-513 uniknął także ostatniego ataku samolotu, ale w wyniku całej akcji nie spotkał się z mleczną krową U-488.
Po powrocie do Norfolk 29 kwietnia "Tripoli" przeszedł remont związany z długim rejsem, a następnie zaokrętował 6 Dywizjon Mieszany (VC-6) składający się z 12 Avengerów i 9 Wildcatów FM-2. Po wyjściu w morze okręt zmienił kurs, by przechwycić niemiecki okręt podwodny, o którym sądzono, że zmierza na południowy zachód z pozycji na zachód od Madery. Do 30 maja nie uzyskano jednak kontaktu z wrogiem i lotniskowiec wraz z eskortą udał się na północ na spotkanie konwoju płynącego do Nowej Szkocji.
Po powrocie do Nofrolk 18 czerwca "Tripoli" spędził dwa miesiące na lotniskowcowych szkoleniach kwalifikacyjnych w pobliżu Quonset Point w stanie Rhode Island, zanim ponownie zawinął do Norfolk 15 lipca. Załadował 6 Mieszany Dywizjon, przeprowadził dwutygodniowy okres szkoleń kwalifikacyjnych dla pilotów w rejonie zatoki Chesapeake Bay i opuścił Hampton Roads 1 sierpnia. Popłynął do swojej nowej bazy operacyjnej w Recife.
Osłaniany przez niszczyciele eskortowe "O’Toole" (DE-527) i "Edgar G. Chase" (DE-16) lotniskowiec eskortowy płynął na południe, gdy 1 sierpnia "O’Toole" uzyskał kontakt sonarowy i podjął pościg. Samoloty z lotniskowca zrzuciły zestaw boi w miejscu pierwszego kontaktu oraz zrzuciły flary dymne i świetlne w miejscu plamy ropy. Niszczyciel ostrzelał podejrzane miejsca moździerzem przeciwpodwodnym Hedgehog oraz bombami głębinowymi i po krótkim czasie zameldował o zniszczeniu wroga. Na powierzchnie wody wypłynęły bowiem szczątki i duża ilość ropy. Jednak powojenne badania niemieckich rejestrów nie potwierdzają zatopienia okrętu. Gdy zapadła noc, lotniskowiec wysłał dwa samoloty w stronę kolejnego kontaktu sonarowego "O’Toole", gdzie zrzuciły one cztery bomby głębinowe zmuszając kolejny niemiecki okręt podwodny do zanurzenia i ucieczki.
Lotniskowiec i jego grupa wróciły do Recife 13 sierpnia i zameldowały się do służby w 4 Flocie dowodzonej przez admirała Jonasa H. Ingrama. Wyznaczony na główny okręt TG 47.7 lotniskowiec eskortowy wyszedł w morze 22 sierpnia w eskorcie 4 niszczycieli eskortowych z CortDiv 24 by operować w okolicach 25 stopnia szerokości geograficznej południowej i 5 stopnia długości geograficznej wschodniej przeciw niemieckim okrętom podwodnym wracającym do macierzystych baz. 
Po bezowocnych poszukiwaniach na wodach środkowego Atlantyku, w trakcie których uzyskano tylko dwa zanikające kontakty, "Tripoli" wrócił do Recife 11 września w celu uzupełnienia zapasów. Dwa dni później wyszedł w morze ponownie i cała TG 47.7 otrzymała zadanie zniszczenia dwóch U-Bootów zmierzających do punktu zaopatrzenia w paliwo. Jednym z wrogich okrętów był U-1062, mleczna krowa płynąca z Penang w Malajach z ładunkiem cennych produktów ropopochodnych. Po otrzymaniu rozkazu zaopatrzeniowiec U-219 przygotowywał się do spotkania na Południowym Atlantyku. Miejsce to znajdowało się na kursie grupy lotniskowca.
Po przejściu koło Wysp Zielonego Przylądka TG 47.7 spotkał się z grupą eskortową lotniskowca USS "Mission Bay" (CVE-59) by połączyć siły w celu wytropienia dwóch okrętów wroga. 24 godziny na dobę wyposażone w radar samoloty Avenger patrolowały ocean. 40 po zachodzie słońca 28 września samolot pilotowany przez porucznika Williama R. Gillespiego, USNR zgłosił kontakt, którym był U-219 płynący w odległości 11 mil od przewidywanej trasy.
Gillespie przypuścił atak rakietowy z niskiego pułapu, ale został zestrzelony przez niemiecką artylerię przeciwlotniczą. Inny Avenger także próbował ataku rakietami oraz zrzucił bomby głębinowe. Wildcat w tym czasie ostrzelał okręt niemiecki, który bronił się przed atakami amerykańskich samolotów.
U-219 udało się wyjść z walki bez szwanku, ale U-1062 nie miał tyle samo szczęścia. USS "Fessenden" (DE-142), jeden z niszczycieli eskortujących lotniskowiec "Mission Bay", odnalazł 30 września za pomocą sonaru wroga i zatopił go salwą czterech bomb głębinowych. W międzyczasie U-219 został ponownie zaatakowany - jeden z Avengerów z "Tripoli" zrzucił bomby głębinowe na uciekający okręt 2 października. Amerykański operator sonaru zgłosił zatopienie U-Boota, ale powojenne badania wykazały, że niemiecki okręt uniknął zagłady i dopłynął do Dżakarty na Jawie.
Gdy zapasy paliwa zaczęły się kończyć, "Tripoli" wrócił do Recife 12 października. Przeprowadził kolejny patrol w dniach od 26 października do 12 listopada, a następnie przeszedł na pilnie potrzebny remont do Norfolk. Następnie przeszedł na Pacyfik, i po pokonaniu Kanału Panamskiego i nabraniu zapasów w San Diego dotarł do Pearl Harbor 10 stycznia 1945.

## Służba na Pacyfiku
"Tripoli" przekazał 8 Mieszany Dywizjon (ang. Composite Squadron 8) na brzeg by prowadzić operacje z Hilo (Hawaje). Następnie załadował mieszany ładunek myśliwców i bombowców, który wyładował w Roi na Wyspach Marshalla. Do tego ostatniego portu zawinął 20 lutego 1945. Po rejsie w którym pełnił rolę transportowca samolotów wrócił na Hawaje i rozpoczął prowadzenie operacji szkolnych, które pełnił do końca wojny. Po japońskiej kapitulacji lotniskowiec został przydzielony do operacji Magic Carpet.
Po dotarciu do San Diego 29 sierpnia z 500 weteranami Marynarki lotniskowiec wrócił do Pearl Harbor 8 września by wznowić operacje na wodach lokalnych (w tym egzaminy nocnych lotów z lotniskowca), które trwały do listopada. Następnie odbył jedną podróż z żołnierzami Armii do San Pedro oraz kolejną podróż w ramach operacji Magic Carpet do San Diego. Lotniskowiec opuścił zachodnie wybrzeże 15 stycznia 1945 i udał się do Norfolk na przegląd przed wycofaniem ze służby. 22 maja 1945 okręt został wycofany ze służby i umieszczony w rezerwie.

## Wojna koreańska
W następstwie wybuchu wojny koreańskiej w lecie 1950 wiele amerykańskich okrętów umieszczonych po II wojnie światowej w rezerwie zostało przywróconych do służby by wspierać amerykańskie operacje na Dalekim Wschodzie. Wśród tych okrętów był także "Tripoli", który został przywrócony do służby w Nowym Jorku 5 stycznia 1952, z komandorem Raymondem N. Sharpem jako dowódcą. Przydzielony do Military Sea Transportation Service (MSTS), Obszar Atlantyku, były okręt ZOP rozpoczął nową służbę jako transportowiec samolotów i okręt transportowy.
Przez kolejne sześć lat "Tripoli" przeprowadził 44 rejsów transportowych, głównie do portów europejskich i śródziemnomorskich, oraz jedną na Hawaje i dwie na Daleki Wschód. Po trzeciej podróży do Europy lotniskowiec został zakotwiczony w Port Newark Terminal 5 sierpnia 1952, gdzie załadował na pokład 45 samolotów F-84 Thunderjet, 90 samolotowych zbiorników na paliwo i potrzebne wyposażenie konieczne do przetransportowania na Daleki Wschód. Po wyjściu w morze 7 sierpnia okręt skierował się w stronę Japonii. Przeszedł przez Kanał Panamski i wszedł ze swoim ładunkiem do Yokosuki 5 września. Tam rozładował samoloty, które wkrótce zostały wykorzystane na froncie koreańskim. Po załadowaniu uszkodzonych w boju samolotów, które miały być naprawione w Stanach Zjednoczonych, na okręt weszło 245 członków personelu Marynarki i Marines wracających w ramach wymiany do Alameda Naval Air Station (Kalifornia). Okręt dotarł na zachodnie wybrzeże USA 22 września. Ponownie wyszedł w podróż w kierunku Dalekiego Wschodu z odrzutowcami na pokładzie. Transportował także członków Sea Echelon of Boat Unit 1. Po załadowaniu w Japonii helikopterów i żołnierzy "Tripoli" wrócił do USA i dotarł do Alameda 11 listopada 1952. Później odbył pojedynczą podróż na Hawaje, w ramach rozkazów MSTS. Później pływał do Europy i na Morze Śródziemne.
Okręt otrzymał nagrody od MSTS w kolejnych latach. "Tripoli" został przeklasyfikowany na lotniskowiec pomocniczy (ang. utility carrier) i otrzymał oznaczenie CVU-64 12 czerwca 1955. Ponownie zmieniono mu numer klasyfikacyjny 1 lipca 1958 na T-CVU-64. 
Okręt został wycofany ze służby w Nowym Orleanie 25 listopada 1958 i skreślony z listy okrętów floty 1 lutego 1959. Kadłub jednostki został zezłomowany przez japońskie firmy w styczniu 1960.